# ورزشگاه بوکس بار
ورزشگاه بوکس بار (به لاتین: Box Bar Stadium) یک ورزشگاه در گامبیا است که در بانجول واقع شده‌است.